# 반데르발스 힘

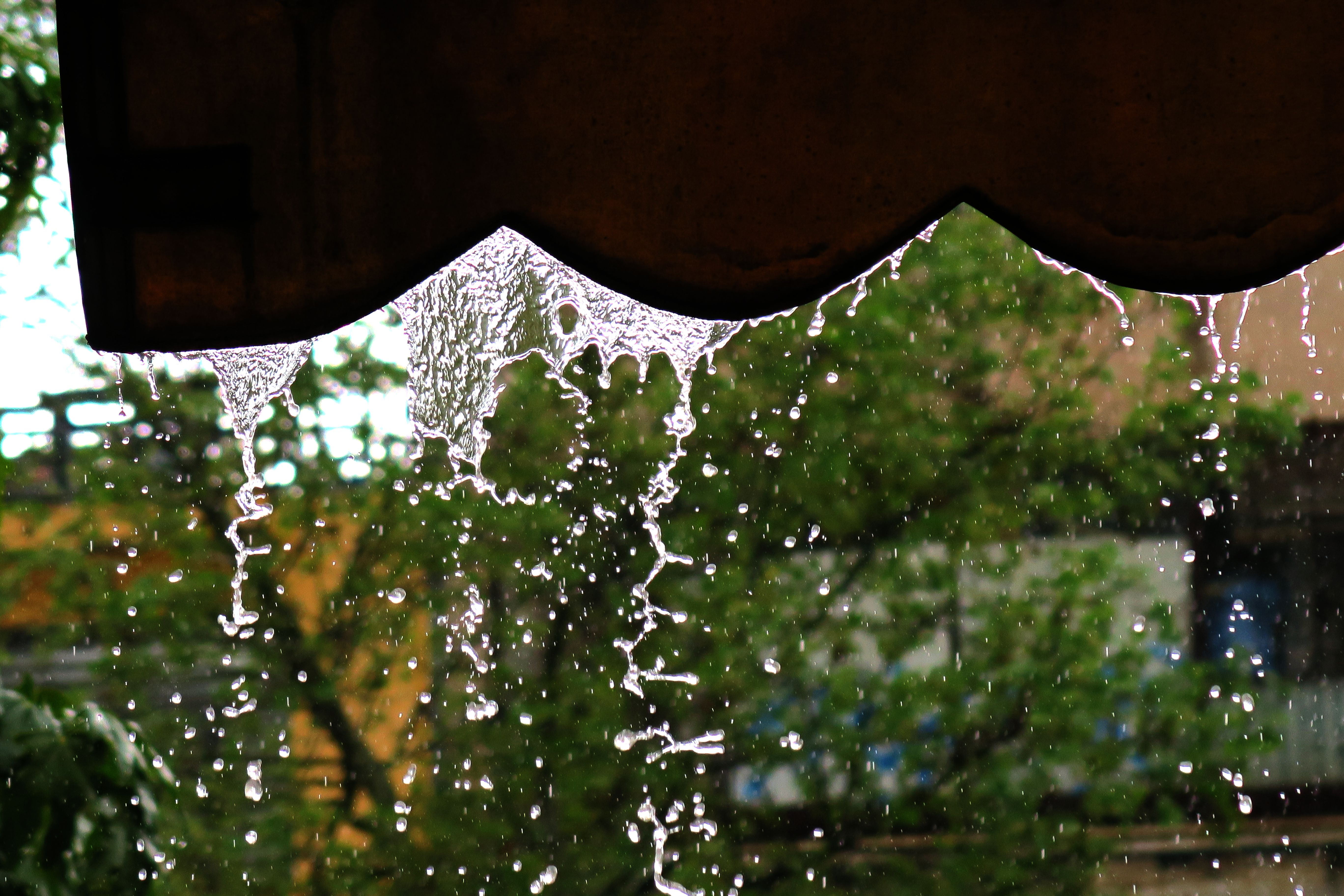
처마에서 떨어지는 물방울. 표면 장력, 응집력, 반데르발스 힘이 복합적으로 작용한다.

반데르발스 힘(van der Waals force)은 물리화학에서, 공유결합이나 이온의 전기적 상호작용이 아닌 분자간, 혹은 한 분자 내의 부분 간의 인력이나 척력을 말한다. 즉,무극성 분자에서 전자의 운동으로 순간적인 쌍극자가 형성되면 그 옆의 분자도 일시적인 편극이 일어나서 유발 쌍극자(또는 유도 쌍극자)가 생성된다. 이런 순간적인 쌍극자와 유발 쌍극자의 인력을 반데르발스 힘이라고 한다. 요하너스 디데릭 반데르발스의 이름에서 유래하였다. 규범 표기는 ‘반데르발스 방정식’이다.
이 용어는 다음의 뜻을 모두 포함한다.
- 영구 쌍극자-영구 쌍극자 힘 (키솜 상호작용)
- 영구 쌍극자-유도 쌍극자 힘 (디바이 상호작용)
- 유도 쌍극자-유도 쌍극자 힘 (런던 분산력)

가끔 부정확하게 '모든 분자간 힘'의 뜻으로 사용되기도 한다. 반데르발스 힘은 보통 화학결합에 비해 상대적으로 약하지만 분자간 상호작용에 관여하므로 초분자화학, 구조생물학, 고분자과학, 나노기술, 표면과학, 응집물질물리학 같은 다양한 분야에서 사용된다.
반데르발스 힘은 유기화합물의 화학적 성질이나 용해도를 결정하는 요소로 사용된다. 이를테면 작은 크기의 알코올 분자에선 하이드록시기가 갖는 극성이 약한 분자간 힘(반데르발스 힘)을 결정한다. 큰 크기의 알코올에서는 비극성인 탄화수소 사슬이 분자의 성질과 용해도를 결정한다. 반데르발스 힘의 크기와 관련된 요소로서 분자량, 분자의 모양, 분자 내 극성의 유무 등을 예로 들 수 있다.

## 정의
반데르발스 힘은 원자, 분자, 그리고 표면간의 인력을 포함한다. 반데르발스 힘이 근처의 입자에 의한 편극에 의해 발생되기 때문에 전자의 공유에 의한 공유결합이나 전자의 과부족에 의한 이온결합과는 다르다.
분자간 힘은 네 가지 주요 원인이 있다. 대개 분자간 위치 에너지는 서로 가까이 다가가면 작용하여 분자의 붕괴를 막는 반발 성분과 세 가지 요인으로 이루어진 인력 성분을 갖는다.
1. 전하(이온의 경우), 쌍극자(반전 중심이 없는 분자의 경우), 사중극자(입방체보다 대칭성이 떨어지는 모든 분자), 그리고 일반적으로 영구적 다중극 간의 정전기적 상호작용. 정전기적 상호작용은 가끔 윌렘 헨드릭 키솜의 이름을 따서 키솜 상호작용 혹은 키솜 힘이라 불린다.
2. 인력의 두 번째 원인은 한 분자의 영구적 다중극과 다른 분자의 유도된 다중극 간의 상호작용인 분극화현상이다. 이 상호작용은 피터 J.W. 디바이의 이름을 딴 디바이라는 단위로 측정되기도 한다.

## 반데르발스 방정식
이상기체방정식에 의해 이상적인 기체의 압력(P)와 부피(V)에서 다음이 성립한다.
{\displaystyle P\cdot V=nRT}
반데르발스 상태 방정식으로부터 압력(P)와 부피(V)에 각각 보정 값을 가하면 다음과 같은 식이 도출된다.
{\displaystyle \left(P+a{{n^{2}} \over {V^{2}}}\right)\left(V-nb\right)=nRT}
여기서 {\displaystyle P}는 유체의 압력이고, {\displaystyle V}는 유체의 부피이며,
{\displaystyle n}는 유체에서 분자나 원자 단위의 몰이며,
{\displaystyle T}는 유체의 절대 온도, {\displaystyle R}은 기체 상수이다.
{\displaystyle a}와 {\displaystyle b}는 물질의 특성에 따라 다른 매개변수인데, 대략 {\displaystyle a}는 분자 사이의 상호작용의 세기를, {\displaystyle b}는 유체를 이루는 입자가 차지하는 부피를 나타낸다고 볼 수 있다.
{\displaystyle P={{nRT} \over {(V-nb)}}-a\left({{n} \over {v}}\right)^{2}}

## 반데르발스 상수들
실측값(예시)
| 예시 | a 값{\displaystyle \left({{L} \over {mol}}\right)^{2}} | b값 {\displaystyle \left({{L} \over {mol}}\right)} |
| H2   | 0.244                                                  | 0.0265                                             |
| O2   | 1.361                                                  | 0.0318                                             |
| H2O  | 5.464                                                  | 0.0305                                             |

## 같이 보기
- 전기 쌍극자

## 참고
- Iver Brevik, V. N. Marachevsky, Kimball A. Milton, Identity of the van der Waals Force and the Casimir Effect and the Irrelevance of these Phenomena to Sonoluminescence, hep-th/9901011
- I. D. Dzyaloshinskii, E. M. Lifshitz, and L. P. Pitaevskii, Usp. Fiz. Nauk 73, 381 (1961)
  - English translation: Soviet Phys. Usp. 4, 153 (1961)
- L. D. Landau and E. M. Lifshitz, Electrodynamics of Continuous Media, Pergamon, Oxford, 1960, pp. 368–376.
- Mark Lefers, "Van der Waals dispersion force 보관됨 2010-08-29 - 웨이백 머신". Holmgren Lab.
- E. M. Lifshitz, Zh. Eksp. Teor. Fiz. 29, 894 (1955)
  - English translation: Soviet Phys. JETP 2, 73 (1956)
- Western Oregon University's "London force". Intermolecular Forces. (animation)
- J. Lyklema, Fundamentals of Interface and Colloid Science, page 4.43
- (물리의 이해 -경상대학교 자연과학대학 물리학과 , 정기수) http://physica.gsnu.ac.kr/ 보관됨 2022-01-28 - 웨이백 머신